# 日神石仏群

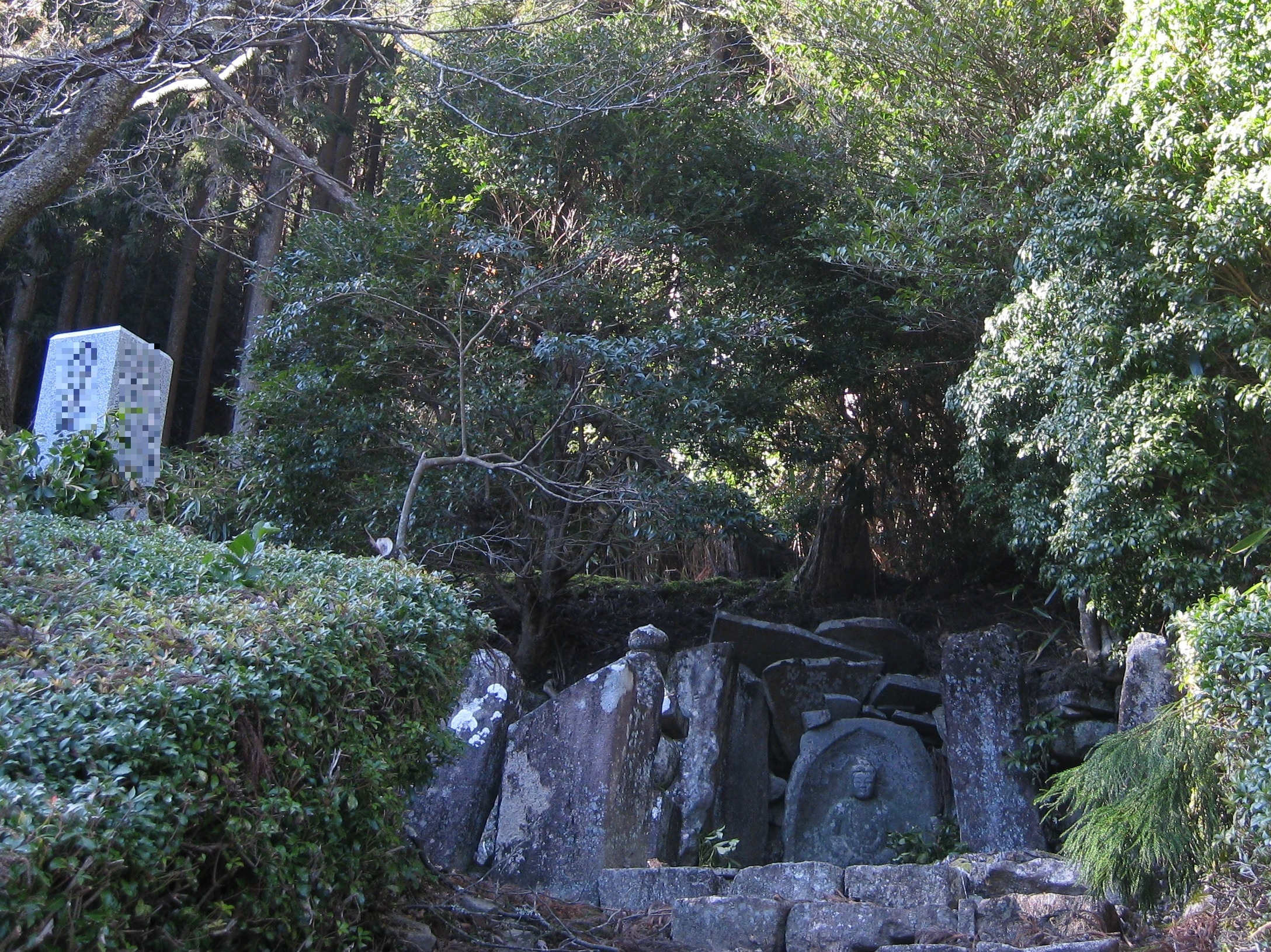
三重県津市美杉町太郎生にある日神石仏群の入り口から眺め。中心となる阿弥陀如来坐像が右下に見えている。

日神石仏群（ひかわせきぶつぐん）は、三重県津市美杉町太郎生の小字日神（ひかわ）にある石仏群。阿弥陀如来坐像を中心として仲善寺跡の西方墓地に石仏や梵字を記した石柱が立ち並び、平高清（平六代君）の墓とされる五輪塔もある。これらは「日神石仏群 附 種子碑ほか」の名称で三重県指定有形文化財（彫刻）に指定されている。
津市美杉地域は大和国に近接していたことから、中世に作られた仏教を中心とする美術作品が数多く残されている。倶留尊山への登山道の途中にある日神は修験道とのかかわりも深く、日神不動院は天台宗系の行場の1つであったと考えられている。
石仏群の中心をなすのは阿弥陀如来坐像で、阿弥陀如来を含む7体の石仏と3基の種子碑が三重県の有形文化財指定を受けている。いずれも鎌倉時代末期から室町時代初期の作品であり、素材は地元産の大洞石（おおぼらいし）である。これらの存在は、日神および太郎生が信仰の地として当時から開けていたことを証明するものである。

## 石仏群と種子碑
像と碑はすべて大洞石と呼ばれる地元産の溶結凝灰岩で作られている。1969年（昭和44年）3月28日に三重県指定有形文化財（彫刻）となり、日神区が所有している。
石仏群の中心をなす阿弥陀如来坐像は、定印を結んだ高さ約77 cmの像で、顔は優しい表情を浮かべている。背後を舟形に彫り込んだ中に半肉彫りで表現されており、蓮華座のみ線刻にしている。この像は美杉町太郎生の瑞穂にある国津神社十三重塔の四方仏を大きくしたような姿形をしている。この周囲に不動明王・矜羯羅童子（こんがらどうじ）・制多迦童子（せいたかどうじ）を意味する種子（しゅじ）を刻んだ石製の種子碑が並び立つ。
阿弥陀如来坐像の前および左側には阿弥陀如来、薬師如来、釈迦、延命地蔵、合掌地蔵、親子地蔵の各立像が並ぶ。
阿弥陀如来坐像の背後には仲善寺の開基・栄秀の墓所があり、その傍らに延慶3年（1310年）の銘が入った碑があったとされるが、明治初期によそへ搬出され行方不明になったと言われている。

## 平家の落人伝説と五輪塔
日神には平家の落人伝説があり、平高清（平六代君）が日神で隠棲生活を送ったと伝えられている。石仏群の中にある五輪塔のうちの向かい合った2基は六代君の墓として伝わり、平家の残党が供養のために碑などを建立したのではないかと伝承されている。これらの五輪塔は向かい合っている構造の建築物で五輪塔の高さは131cmである。鎌倉時代末期の秀作と評され、特に南方塔の反り花が優れている。同じような伝承が松阪市嬉野森本町の日川（ひかわ）集落にも残っている。
太郎生を含む六箇山（むこやま）の地は平安時代末期に平頼盛の所領であり、『吾妻鏡』によれば平家滅亡から20年を経ても平家の残党がこの地に城郭を築いて勢力を保ち、数日間に及ぶ源氏との戦いの末、元久元年5月（ユリウス暦：1204年5月 - 6月）に敗退したという。

## 仲善寺
仲善寺（ちゅうぜんじ）は三重県津市美杉町太郎生字日神に存在した真言宗醍醐派の仏教寺院。1980年代には日神石仏群がある墓地の東、半町（≒54.5 m）の地点にまだ現存していたが、すでに宗教的活動は行われず廃寺同然となっていた。正式名称は日神山不動院仲善寺で、美杉町三多気の真福院末寺であった。
開山開基は真福院2代目の栄秀で、慶安3年10月（1650年10月 - 11月）に仲善寺を建立し、延宝6年（1678年）に仲善寺へ移住、天和元年10月3日（グレゴリオ暦：1681年11月12日）にここで亡くなった。明治維新から飯垣内分校が開校する1912年（明治45年）まで、太郎生村中心部の小学校まで通学するのが困難な日神の児童のために仲善寺で寺子屋教育が続けられた。位牌5柱と棟札3枚があり、『美杉村史』に記録されている。栄秀の隠居のための寺だったとされ、茅葺屋根・入母屋造の民家と変わらない構造の建物で、中に仏間があることでかろうじて寺らしさを有していた。
仲善寺跡から南へ1町（≒109 m）のところに不動堂があり、こちらは2018年現在も残っており、日神不動院と呼ばれている。

### 不動堂（日神不動院）
不動堂（日神不動院）は日神川をはさんで仲善寺跡の対岸にあり、周辺には国津神社に合祀される前の山王権現社跡や無銘の種子碑・石碑、磨崖仏などが集まっている。山王権現社は国津神社十三重塔が元々あった地であり、阿弥陀三尊の種子碑もあったとされる。
本尊の不動明王坐像は大洞石製で高さ115 cm、鎌倉時代のものであるが、主要部は焼損している。不動堂には享保10年（1715年）の銘がある鰐口と天文18年（1549年）の銘がある石塔がある。「不動院の種子碑」の名称で鎌倉時代の2基の種子碑が津市指定有形民俗文化財（1991年〔平成3年〕2月15日指定、指定時点では美杉村）となっており、堂の前のイチョウの木は「日神不動院のオハツキイチョウ」の名で三重県指定天然記念物（2000年〔平成12年〕3月17日指定）である。所有者はどちらも日神不動院管理委員会。このうちオハツキイチョウはギンナンが葉の先や裏にできる珍しい木であり、樹高約25 mの独立樹である。

### 日神の今不動石仏
大洞石製の磨崖仏で、高さと幅がともに約270 cm、厚さが約180 cmある。山王権現宮曼荼羅とも称する。線刻で中央に剣を手にした不動明王、その右側に礼拝者、上部左右に日と月を描き、鳥居や梵字とみられる紋様、「大日大悲山仲善寺」の文字が刻まれている。表面の剥落が多いため図様ははっきりしない。制作年代が刻まれていないため詳細は不明であるが、不動堂に「日神大日大悲山谷之坊仲善寺」と書かれた寛延2年（1750年）の棟札があること、描き方の特徴からおそらく江戸時代のものと推定されている。
「日神の今不動石仏」の名称で1991年（平成3年）2月15日に津指定有形民俗文化財（指定時点では美杉村）となった。なお所有者は個人である。

## 交通
国道368号の名張市の手前、美杉町太郎生の飯垣内（はがいと）集落の丁字路より1.6 - 1.8 kmほど津市道の山道を進んだところに日神石仏群がある。付近は津市美杉森林セラピー基地の1つ「日神西浦コース」が設定されており、大小の滝が見られ、そのうちの日神の小滝は映画『WOOD JOB! 〜神去なあなあ日常〜』で勇気（染谷将太）が直紀（長澤まさみ）とおにぎりを食べるシーンのロケーション撮影に使われた。